# Lithoglyphus naticoides
Lithoglyphus naticoides е вид коремоного от семейство Lithoglyphidae.

## Разпространение
Разпространението на вида варира от Западна Европа до Западен Сибир.